# Campeonato Mundial de Clubes de la FIVB de 2011
El Campeonato Mundial de Clubes de la FIVB de 2011 fue la séptima edición del Campeonato Mundial de Clubes de la FIVB, realizada entre el 8 y el 14 de octubre del 2011 por tercera vez en la ciudad de Doha, Catar.

## Fase a Grupos

### Sorteo
El sistema de competición no ha variado desde la edición anterior.
Los ocho equipos son sorteados en dos grupos de 4 equipos, avanzando a la siguiente ronda los dos mejores de cada grupo. En semifinales la ganadora del grupo A se enfrentará a la segunda del grupo B y la primera del grupo B a la segunda del grupo A. Los ganadores de ese partidos disputarán la final por el título, los perdedores la final por la 3° plaza. 
- GRUPO A
  -  Jastrzębski Węgiel (Wild card, 4° en la CEV Champions League 2010/2011)[2]
  -  Paykan Teherán (Campeón de Asia 2010/2011)
  -  TWS Vancouver  (Representante de NORCECA)
  -  Zenit Kazan (Wild card, Subcampeón de Europa 2010/2011)

- GRUPO B
  -  Al-Ahly(Campeón de África 2010/2011)
  -  Al Arabi (Equipo organizador)
  -  Sesi São Paulo(Campeón de Sudamérica 2010/2011)
  -  Trentino Volley (Campeón Mundial de Clubes 2010 y Campeón de Europa 2010/2011)

### Grupo A
| Fecha | Partido                            | Resultado                               |
| 08/10 | TWS Vancouver - Zenit Kazan        | 0-3 (11-25, 15-25, 16-25)               |
| 08/10 | Jastrzebski Wegiel -Paykan Teherán | 3-0 (25-18, 25-14, 25-14)               |
| 09/10 | Paykan Teherán -Zenit Kazan        | 0-3 (24-26, 18-25, 23-25)               |
| 10/10 | TWS Vancouver - Paykan Teherán     | 3-2 (25-23, 18-25, 17-25, 25-18, 15-6)  |
| 10/10 | Jastrzębski Węgiel -Zenit Kazan    | 3-2 (25-22, 25-17, 11-25, 21-25, 19-17) |
| 11/10 | Jastrzębski Węgiel -TWS Vancouver  | 3-0 (25-17, 25-20, 25-18)               |

| Clasificación | Clasificación      | Clasificación | Clasificación | Clasificación | Clasificación | Clasificación | Clasificación | Clasificación |
| Pos.          | Equipo             | Puntos        | P.G.          | P.P.          | Sets G.       | Sets P.       | Tantos G.     | Tantos P.     |
| ------------- | ------------------ | ------------- | ------------- | ------------- | ------------- | ------------- | ------------- | ------------- |
| 1º            | Jastrzębski Węgiel | 8             | 3             | 0             | 9             | 2             | 251           | 207           |
| 2º            | Zenit Kazan        | 7             | 2             | 1             | 8             | 3             | 257           | 205           |
| 3º            | TWS Vancouver      | 2             | 1             | 2             | 3             | 8             | 197           | 247           |
| 4º            | Paykan Teherán     | 1             | 0             | 3             | 2             | 9             | 208           | 251           |

### Grupo B
| Fecha | Partido                   | Resultado                               |
| 08/10 | Al-Ahly - Al-Arabi        | 2-3 (23-25, 31-29, 24-26, 25-21, 12-15) |
| 09/10 | Trentino Volley- Al-Ahly  | 3-0 (25-16, 25-22, 25-22)               |
| 09/10 | Sesi São Paulo - Al-Arabi | 3-0 (25-20, 25-20, 25-22)               |
| 10/10 | Al-Ahly - Sesi São Paulo  | 1-3 (18-25, 25-27, 25-18, 25-14)        |
| 11/10 | Trentino - Al-Arabi 3-0   | (25-22, 25-15, 25-17)                   |
| 12/10 | Trentino - Sesi São Paulo | 3-1 (18-25, 25-23, 25-23, 25-21)        |

| Clasificación | Clasificación   | Clasificación | Clasificación | Clasificación | Clasificación | Clasificación | Clasificación | Clasificación |
| Pos.          | Equipo          | Puntos        | P.G.          | P.P.          | Sets G.       | Sets P.       | Tantos G.     | Tantos P.     |
| ------------- | --------------- | ------------- | ------------- | ------------- | ------------- | ------------- | ------------- | ------------- |
| 1º            | Trentino Volley | 9             | 3             | 0             | 9             | 1             | 243           | 206           |
| 2º            | Sesi São Paulo  | 6             | 2             | 1             | 7             | 4             | 262           | 237           |
| 3º            | Al-Arabi        | 2             | 1             | 2             | 3             | 8             | 232           | 265           |
| 4º            | Al-Ahly         | 1             | 0             | 3             | 3             | 9             | 257           | 286           |

## Segunda Fase
|  | Semifinales        | Semifinales     |   |                | Final              | Final         |  |
|  | 13 de octubre      | 13 de octubre   |   |                | 14 de octubre      | 14 de octubre |  |
|  |                    |                 |   |                |                    |               |  |
|  |                    |                 |   |                |                    |               |  |
|  | Jastrzębski Węgiel | 3               |   |                |                    |               |  |
|  | Sesi São Paulo     | 2               |   |                |                    |               |  |
|  |                    |                 |   |                |                    |               |  |
|  |                    |                 |   |                |                    |               |  |
|  |                    |                 |   |                | Jastrzębski Węgiel | 1             |  |
|  |                    | Trentino Volley | 3 |                |                    |               |  |
|  |                    |                 |   |                |                    |               |  |
|  |                    |                 |   |                |                    |               |  |
|  |                    |                 |   |                | Tercer lugar       |               |  |
|  |                    |                 |   |                |                    |               |  |
|  | Trentino Volley    | 3               |   | Sesi São Paulo | 1                  |               |  |
|  | Zenit Kazan        | 1               |   |                | Zenit Kazan        | 3             |  |

| Fecha | Partido                           | Resultado                               |
| 13/10 | Jastrzębski Węgiel-Sesi São Paulo | 3-2 (25-23, 18-25, 19-25, 25-13, 15-13) |
| 13/10 | Trentino Volley-Zenit Kazan       | 3-1 (25-22, 25-21, 19-25, 25-14)        |

| Fecha | Partido                    | Resultado                        |
| 14/10 | Sesi São Paulo–Zenit Kazan | 1-3 (25-19, 20-25, 23-25, 23-25) |

| Fecha | Partido                            | Resultado                        |
| 14/10 | Jastrzębski Węgiel-Trentino Volley | 1-3 (31-29, 16-25, 11-25, 16-25) |

### Campeón
| Campeón del Mundo por Clubes de 2011 |
| ------------------------------------ |
| Trentino Volley 3º Título            |

## Premios y reconocimientos
- MVP - Mejor jugador:  Osmany Juantorena, Trentino Volley
- Máximo anotador:  Maksim Michajlov, Zenit Kazan
- Mejor atacante:  Osmany Juantorena, Trentino Volley
- Mejor bloqueador:  Russell Holmes, Jastrzebski Weigel
- Mejor servidor:  Matej Kazijski, Trentino Volley
- Mejor armador: Raphael Vieira de Oliveira, Trentino Volley
- Mejor libero:  Sergio Dutra Santos, Sesi São Paulo
- Mejor receptor:  Sergio Dutra Santos, Sesi São Paulo